# Łuczniczka
Łuczniczka es una arena de Bydgoszcz, Polonia. Acoge competiciones de voleibol y baloncesto. También puede dar cabida a conciertos y eventos culturales.
El pabellón acogió los encuentros de la fase final del Eurobasket 2009.

## Datos básicos
- Número de plazas: 6100 (después de la remodelación: 8000)
- Tamaño de la pista: 58m x 38m

## Eventos celebrados en el salón

### Partidos de equipos de Bydgoszcz
- Astoria Bydgoszcz (baloncesto masculino)
- Chemik Bydgoszcz (voleibol masculino)
- Kadus Bydgoszcz (baloncesto femenino)
- Pałac Bydgoszcz (voleibol femenino)

### Eventos deportivos a nivel nacional e internacional
- Juegos  Hombre Fuerte
- Voleibol

*  Liga Mundial de Voleibol de los partidos
Voleibol *  Campeonato de Voleibol 2009
* De voleibol femenino de Grand Prix (16-18/08/2006)
* Campeonato Mundial FIVB 2014 masculino
- Presentación de los jugadores antes del Grand Prix en Bydgoszcz.
- Baloncesto

* Eurobasket 2009
*  All-Star Partidos PLK
- Campamento baloncesto "East Meets West"
- Francis Memorial Harczenko - juegos lucha libre
- Copa de salto con pértiga
- Carlsberg Cup - torneo de las estrellas del fútbol

### Otros eventos
- Numerosas ferias, festivales, exposiciones, bailes y conciertos.
- Torneos deportivos para niños y jóvenes.

El mayor evento hasta ahora, tienen coincidencias en la serie de la FIVB World Grand Prix, que tuvo lugar el 16-18/08/2006.